# الهیار ملکشاهی
الهیار ملکشاهی (۱۰ مرداد ۱۳۴۰ – ۲۵ بهمن ۱۳۹۹) قاضی بلندپایه و عالی‌رتبه قوه‌ قضائیه، حقوق‌دان و سیاست‌مدار ایرانی بود. 
وی معاون دیوان عدالت اداری ایران، رئیس کمیسیون‌های «حقوقی و قضایی، مشترک شفافیت، تحقیق و تفحص» مجلس ایران، حاکم شرع و رئیس کل دادگستری‌های استان لرستان و استان کرمانشاه و نماینده دوره‌های نهم و دهم مجلس شورای اسلامی از شهرستان‌های کوهدشت و رومشکان بوده‌است. ملکشاهی تنها نماینده تاریخ مجلس ایران بود که همزمان ریاست سه کمیسیون تخصصی را بر عهده داشته‌است. وی در سحرگاه ۲۵ بهمن ۱۳۹۹ به علت «عوارض ناشی از بیماری کلیوی» در ۵۹ سالگی درگذشت.

## انتخابات مجلس

### دوره نهم
الهیار ملکشاهی در نهمین دوره انتخابات مجلس شورای اسلامی که در تاریخ ۱۲ اسفند ۱۳۹۰ برگزار شد، شرکت کرد و با کسب ۴۷٬۰۸۸ رای از مجموع ۱۱۳٬۸۳۱ رای از حوزه انتخابیه کوهدشت به مجلس شورای اسلامی راه یافت.

### دوره دهم
ملکشاهی در دهمین دوره انتخابات مجلس شورای اسلامی که در تاریخ ۷ اسفند ۱۳۹۴ برگزار شد، شرکت کرد و موفق شد با کسب ۵۴٬۹۳۸ رای از مجموع ۱۲۸٬۶۲۱ رای از حوزه انتخابیه کوهدشت و رومشکان به مجلس شورای اسلامی راه یابد.

## سوابق
- رئیس کل دادگستری کرمانشاه (۱۳۸۵ تا۱۳۸۹)[۷]
- رئیس کمیسیون تحقیق مجلس (۱۳۹۱ تا ۱۳۹۹)[۸]
- رئیس کل دادگستری لرستان (۱۳۷۶ تا ۱۳۸۵)[۷]
- رئیس کمیسیون حقوقی و قضایی مجلس (۱۳۹۱ - ۱۳۹۳ - ۱۳۹۵ - ۱۳۹۶ - ۱۳۹۸)[۹][۱۰][۱۱][۱۲][۱۳]

## درگذشت
صبح شنبه ۲۵ بهمن ۱۳۹۹ رسانه‌ها و خبرگزاری‌های مستقر در بیمارستان دی تهران، درگذشت الهیار ملکشاهی به علت «عوارض ناشی از بیماری کلیوی» را اعلام کردند. وی سرانجام دو روز بعد در ۲۷ بهمن ۱۳۹۹ در زادگاهش رومشکان به خاک سپرده شد.